# Pseudopallene centrotus
Pseudopallene centrotus är en havsspindelart som beskrevs av Pushkin, A.F. 1990. Pseudopallene centrotus ingår i släktet Pseudopallene och familjen Callipallenidae.
Artens utbredningsområde är Antarktis. Inga underarter finns listade i Catalogue of Life.